# Opór w getcie częstochowskim
Opór w getcie częstochowskim – akcja samoobrony ludności żydowskiej przeciw hitlerowcom 25 czerwca 1943.
Do pierwszych walk w getcie doszło jeszcze w styczniu 1943, a kierował nim Mendel Fiszelewicz. W związku z likwidacją tak zwanego „małego getta” i wywózką Żydów do obozów zagłady, doszło w czerwcu do ostatecznej samoobrony słabo uzbrojonej ludności getta. Na czele powstania stanął Mordechaj Zilberberg, który zginął śmiercią samobójczą podczas pacyfikacji bunkrów przy ul. Nadrzecznej w pierwszym dniu walk.

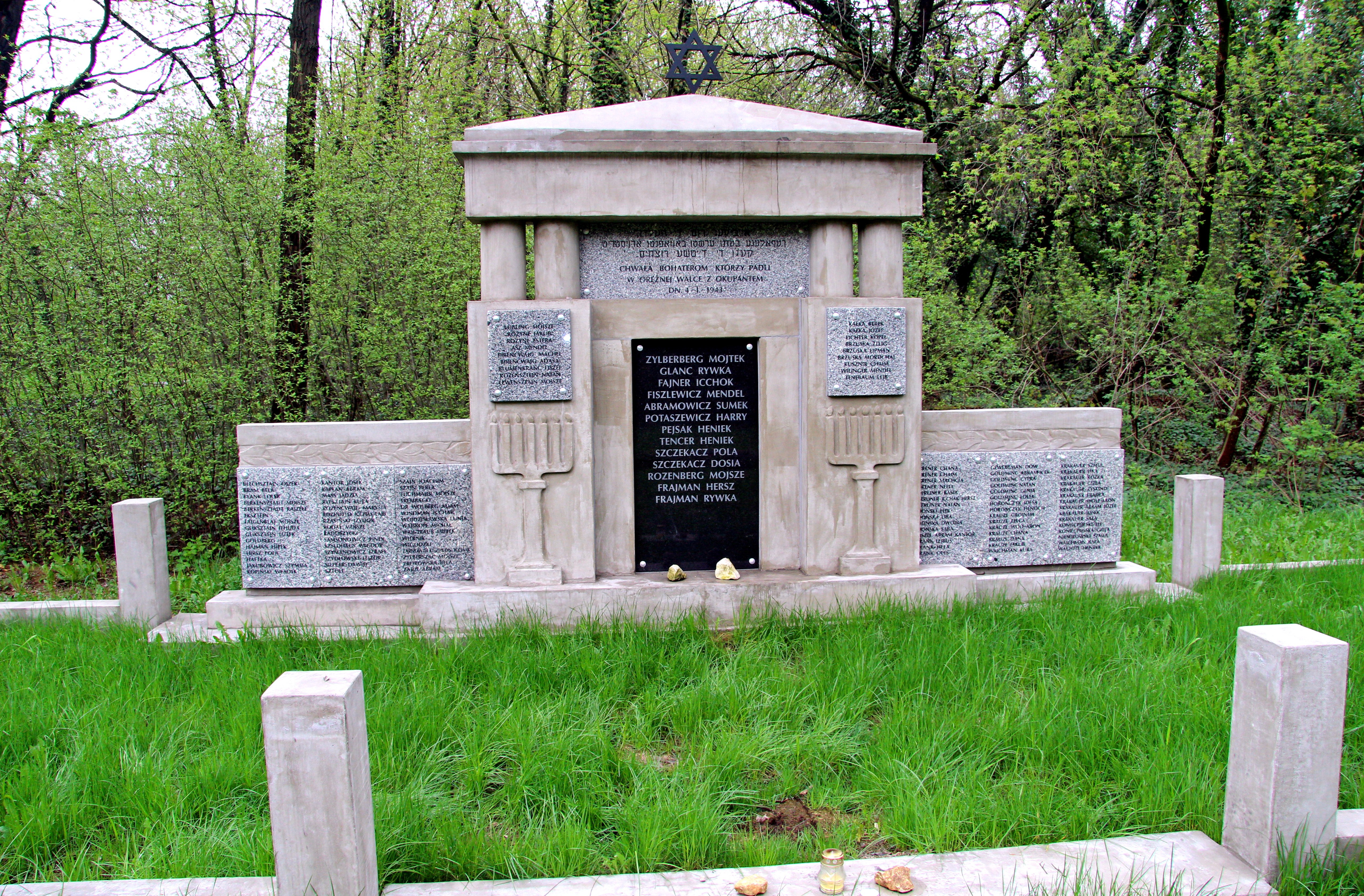
Pomnik i zbiorowy grób 121 Żydów, m.in. przywódców powstania na cmentarzu żydowskim w Częstochowie
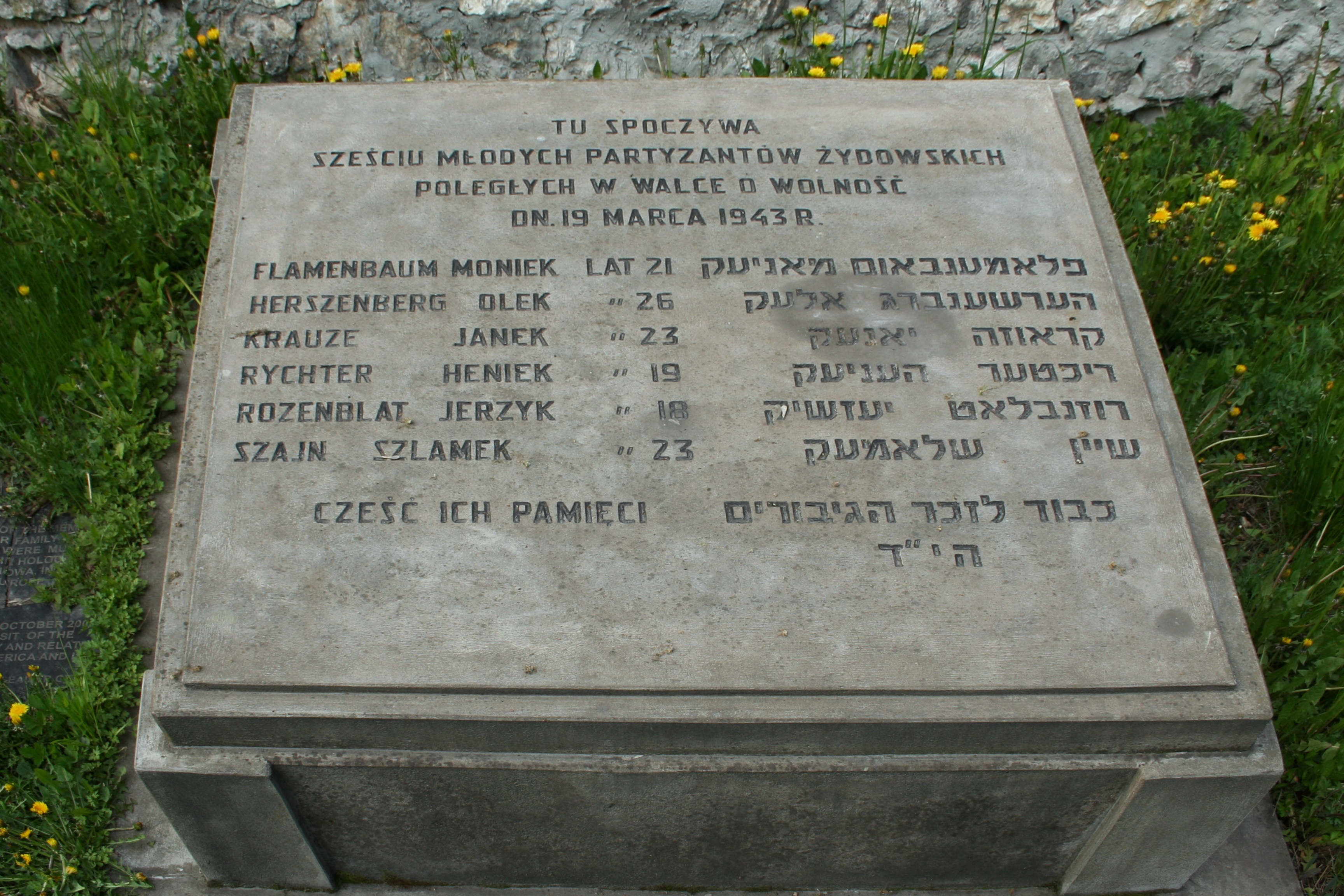
Nagrobek 6 poległych 19 marca 1943 partyzantów
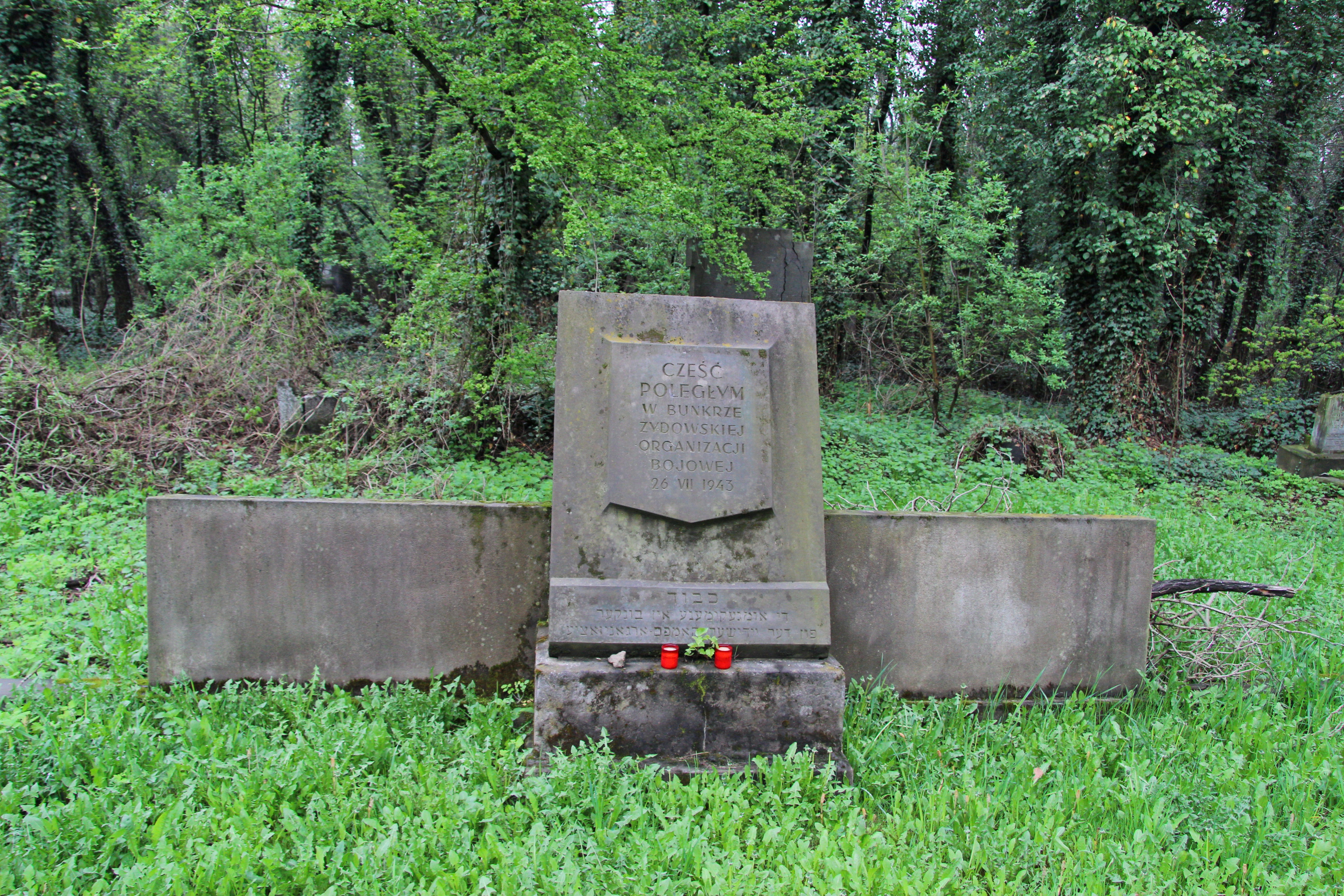
Grób poległych 26 lipca 1943 roku członków Żydowskiej Organizacji Bojowej w bunkrze na terenie getta